# Robert Spears
Robert Spears (ur. 19 listopada 1893 w Sydney – zm. 5 lipca 1950 w Paryżu) – australijski kolarz torowy, trzykrotny medalista mistrzostw świata.

## Kariera
Pierwszy sukces w karierze Robert Spears osiągnął w 1920 roku, kiedy zdobył złoty medal w sprincie indywidualnym zawodowców podczas mistrzostw świata w Antwerpii. Został tym samym pierwszym w historii australijskim kolarzem, którzy zdobył tytuł mistrza świata w kolarstwie torowym. Na rozgrywanych rok później mistrzostwach świata w Kopenhadze w tej samej konkurencji zdobył srebrny medal, ulegając jedynie Holendrowi Pietowi Moeskopsowi. Drugi w sprincie był również podczas mistrzostw świata w Paryżu w 1922 roku, gdzie ponownie wyprzedził go tylko Moeskops. Ponadto wielokrotnie stawał na podium zawodów cyklu Six Days, trzykrotnie wygrywał zawody sprinterskie w Paryżu i dwukrotnie w Kopenhadze. Nigdy nie wystąpił na igrzyskach olimpijskich.